# Delphine Software
Delphine Software International (DSI) era una empresa francesa desarrolladora de software en el campo de los videojuegos, existiendo desde 1988 hasta 2004. Generalmente se la conoce como Delphine, siendo sus juegos más representativos las aventuras Another World y Flashback: The Quest for Identity.

## Historia
Delphine Software International fue fundada en 1988 como una parte de Delphine Group con base inicial en París. Estaba dirigida por Paul de Senneville (Presidente), y codirigida por Paul Cuisset (vicepresidente), quien además era el diseñador jefe. En 1992 ayudan a crear la empresa Adeline Software International, formada por antiguos empleados de Infogrames y convirtiéndose esta en una subsidiaria.
En 2001 Delphine Software International abandona sus oficinas frente a los Campos Elíseos para ubicarse en Saint-Ouen. Un año más tarde, en diciembre de 2002, Delphine dejó de formar parte del grupo Delphine Group y en febrero de 2003 fue comprada por la también francesa Doki Denki Studio.
Doki Denki cerró en julio de 2004 tras declararse en bancarrota y realizar una liquidación de bienes, acabando con ella también la historia de Delphine.

## Software

### Videojuegos
| Título                            | Año           | Plataforma                                                  |
| --------------------------------- | ------------- | ----------------------------------------------------------- |
| Castle warrior                    | 1989          | PC, Amiga y Atari ST                                        |
| Bio Challenge                     | 1989          | PC, Amiga y Atari ST                                        |
| Future Wars                       | 1989          | PC, Amiga y Atari ST                                        |
| Operation Stealth                 | 1990          | PC, Amiga y Atari ST                                        |
| Cruise for a Corpse               | 1991          | PC, Amiga y Atari ST                                        |
| Another World                     | 1991          | PC, Amiga, Atari ST, Mega Drive, SNES y Mega CD             |
| Flashback: The Quest for Identity | 1992          | PC, Amiga, Macintosh, Mega Drive, SNES, Mega CD, 3DO y CD-I |
| Heart of the Alien                | 1994          | Mega CD                                                     |
| Shaq Fu                           | 1994          | Mega Drive y SNES                                           |
| Fade to Black                     | 1995          | PC y PlayStation                                            |
| Moto Racer                        | 1997          | PC y PlayStation                                            |
| Moto Racer 2                      | 1998          | PC y PlayStation                                            |
| Darkstone                         | 1999          | PC y PlayStation                                            |
| MotoRacer WorldTour               | 2000          | PlayStation                                                 |
| Moto Racer 3                      | 2001          | PC                                                          |
| MotoRacer Traffic                 | Sin finalizar |                                                             |